# Vidauban
Vidauban är en kommun i departementet Var i regionen Provence-Alpes-Côte d'Azur i sydöstra Frankrike. Kommunen ligger i kantonen Le Luc som tillhör arrondissementet Draguignan. År 2022 hade Vidauban 12 712 invånare.

## Befolkningsutveckling
Antalet invånare i kommunen Vidauban
| Referens: INSEE |